# ダンバダルジャー・バッチジャルガル
ダンバダルジャー・バッチジャルガル（モンゴル語: Дамбадаржаагийн Батжаргал Dambadarjaagiin Batjargal ダンバダルジャーギーン・バッチジャルガル、英語: Dambadarjaa Batjargal、1966年6月18日 - ）は、モンゴル国の外交官、経済学者。外交官としては駐日モンゴル国大使館での勤務や初代在大阪モンゴル国総領事、駐日モンゴル国臨時代理大使を経て、2018年から2023年にかけて駐日モンゴル国大使。モンゴル国立大学卒業、日本銀行など金融機関研修、早稲田大学大学院修士課程修了。
日本語に堪能で、日本での地方視察や要人との会談などをしばしば日本語で行う。バッチジャルガルが駐日大使として在任中の2020年1月8日、安倍晋三内閣総理大臣が日本語を話す駐日各国大使18名および次期駐日大使1名を総理公邸に招いて昼食会を主催したが、バッチジャルガル大使も参加した各国大使のうちの一人であった。
2019年10月22日、皇居正殿松の間で今上天皇の即位礼正殿の儀が執り行われ、ウフナーギーン・フレルスフ（オフナー・フレルスフ）首相及びボロルツェツェグ夫人と共に参列した。
2020年8月6日、原爆投下から75年目を迎える広島で開催された平和記念式典に参列し、原爆死没者への哀悼と平和への祈りを捧げた。

## 経歴
- 1989年7月～2002年12月　モンゴル銀行 プロジェクトマネジャー、エコノミスト[10]
- 2002年12月～2006年11月　駐日モンゴル国大使館商務・経済担当参事官[10]
- 2006年11月～2007年8月　大統領幹部 外交担当責任者[10]
- 2007年8月～2008年9月　産業貿易省 貿易・経済協力局次長[10]
- 2008年9月～2009年8月　外交・商務省 貿易・経済協力局副局長[10]
- 2009年8月～2011年12月　駐日モンゴル国大使館 商務・経済担当参事官[10]
- 2011年12月～2013年6月　在大阪モンゴル国総領事館 初代総領事[2][10][11]
- 2013年6月～2015年12月　外務省 政策計画・調査局 参事官[2][10]
- 2016年1月～2016年8月　外務省 経済協力局 参事官[2][10]
- 2016年8月～2018年5月　駐日モンゴル国大使館 公使参事官[2][3][10]
- 2017年8月～2018年5月　駐日モンゴル国臨時代理大使（公使参事官として）[2][3]
- 2018年5月～2023年8月　駐日モンゴル国大使[3][4]

## 論文
- 『経済界』pp.94-97所収「モンゴル経済の現状と日本との経済協力について」（2006年8月22日、経済界）[12]
- 『ERINA REPORT No.101』pp.9-17所収「モンゴル国の発展の未来」（2011年9月、環日本海経済研究所）[13]